# George Smith (przeciągacz liny)
George Smith (ur. w 1876 w Kirkdale, zm. 14 stycznia 1915 w Liverpoolu) – brytyjski przeciągacz liny, medalista igrzysk olimpijskich.
Smith reprezentował Wielką Brytanię na Igrzyskach Olimpijskich 1908 odbywających się w Londynie w przeciąganiu liny. Był członkiem zespołu złożonego z policjantów z Liverpoolu, który pokonał kolejno reprezentacje Stanów Zjednoczonych w 1/8 finału i Szwecji w półfinale. W finałowym pojedynku Liverpoolczycy zostali pokonani przez inny brytyjski zespół, złożony z funkcjonariuszy City of London Police.